# Sindaci di Rossiglione

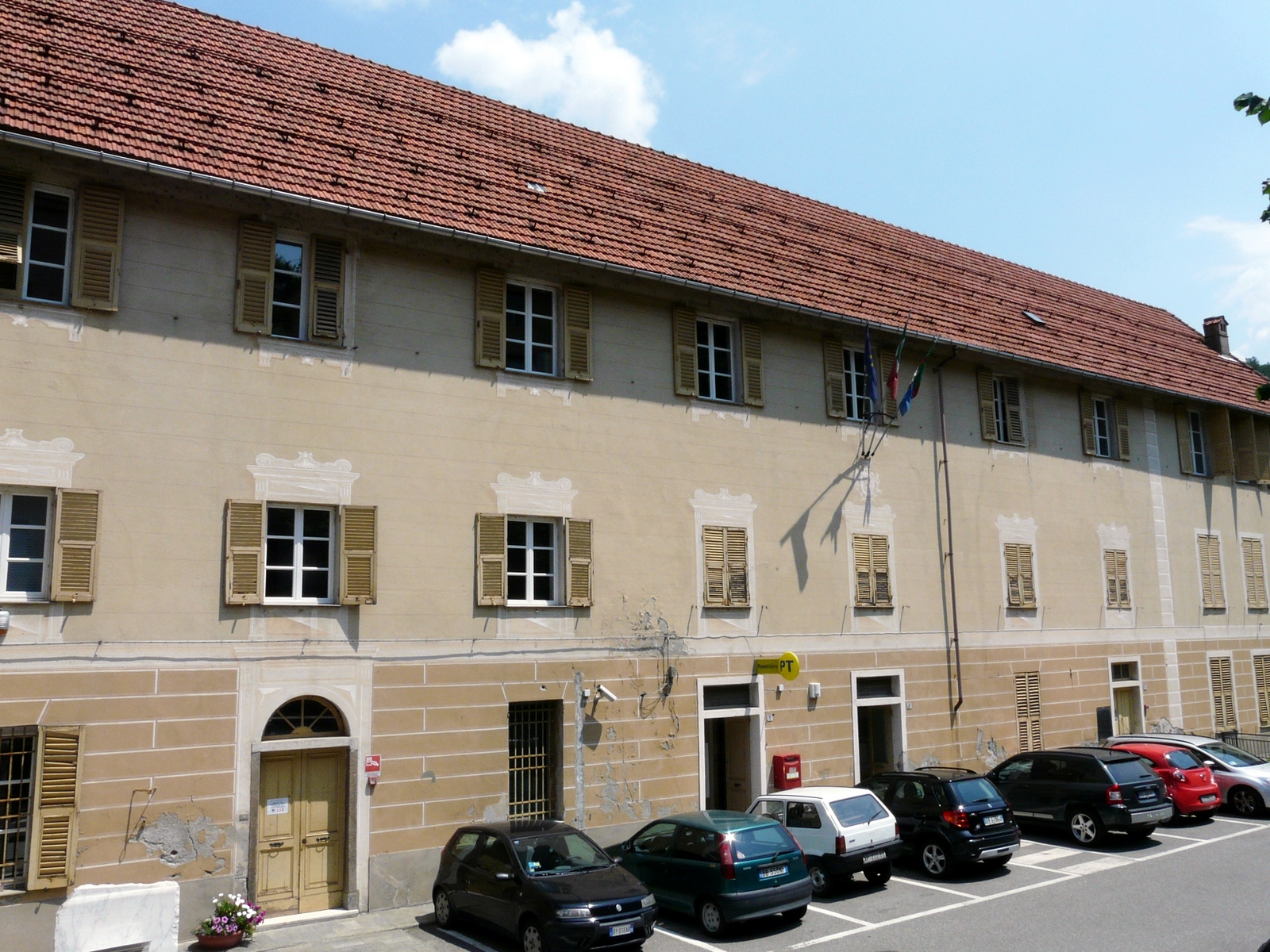
Il palazzo comunale

Questo elenco riporta i responsabili dell'amministrazione civica del comune di Rossiglione nella città metropolitana di Genova.

## Primo Impero francese (1805-1815)
| Periodo | Periodo | Primo cittadino    | Partito | Carica        | Note |
| ------- | ------- | ------------------ | ------- | ------------- | ---- |
| 1806    | 1809    | Gio Batta Pizzorni |         | Maire         |      |
| 1809    | 1811    | Domenico Pizzorni  |         | Maire         |      |
| 1811    | 1813    | Gian Maria Bonelli |         | Maire         |      |
| 1814    | 1816    | Gian Maria Bonelli |         | Maire-Sindaco |      |

## Regno di Sardegna (1815-1861)
| Periodo | Periodo | Primo cittadino            | Partito | Carica  | Note  |
| ------- | ------- | -------------------------- | ------- | ------- | ----- |
| 1817    | 1817    | Bartolomeo Pizzorni        |         | Sindaco |       |
| 1818    | 1821    | Pier Gerolamo Pizzorni     |         | Sindaco |       |
| 1821    | 1829    | Paolo Bovo                 |         | Sindaco |       |
| 1829    | 1831    | Giuseppe Pizzorni          |         | Sindaco |       |
| 1831    | 1833    | Gio Antonio Pizzorni       |         | Sindaco | [ 1 ] |
| 1833    | 1837    | Luigi Pizzorni             |         | Sindaco |       |
| 1837    | 1839    | Paolo Bovo                 |         | Sindaco |       |
| 1839    | 1841    | Gio Batta Nervi            |         | Sindaco |       |
| 1842    | 1849    | Giovanni Battista Pizzorni |         | Sindaco |       |
| 1849    | 1852    | Angelo Maria Pizzorni      |         | Sindaco |       |
| 1853    | 1859    | Francesco Pizzorni         |         | Sindaco |       |
| 1860    | 1862    | Giulio Marchelli           |         | Sindaco |       |

## Regno d'Italia (1861-1946)
| Periodo | Periodo | Primo cittadino    | Partito | Carica            | Note |
| ------- | ------- | ------------------ | ------- | ----------------- | ---- |
| 1863    | 1865    | Gio Batta Bovo     |         | Sindaco           |      |
| 1866    | 1874    | Francesco Pizzorni |         | Sindaco           |      |
| 1875    | 1886    | Giuseppe Pizzorni  |         | Sindaco           |      |
| 1887    | 1891    | Carlo Bovo         |         | Sindaco           |      |
| 1892    | 1895    | Luigi Pizzorni     |         | Sindaco           |      |
| 1895    | 1905    | Colombo Nervi      |         | Sindaco           |      |
| 1905    | 1907    | Domenico Pizzorni  |         | Sindaco           |      |
| 1907    | 1910    | Francesco Scala    |         | Sindaco           |      |
| 1910    | 1920    | Salvatore Pizzorni |         | Sindaco           |      |
| 1920    | 1924    | Bartolomeo Martini |         | Sindaco           |      |
| 1924    | 1927    | Carlo Faridone     |         | Regio commissario |      |
| 1905    | 1910    | Giacomo Massone    |         | Sindaco           |      |
| 1928    | 1935    | Gianni Oliva       | PNF     | Podestà           |      |
| 1935    | 1936    | Alfonso Discalzi   |         | Regio commissario |      |
| 1936    | 1944    | Lorenzo Macciò     | PNF     | Podestà           |      |
| 1944    | 1944    | Angelo Sciaccaluga |         | Regio commissario |      |
| 1944    | 1945    | Luigi Ascenzi      |         | Regio commissario |      |
| 1945    | 1945    | Pierino Dellepiane |         | Regio commissario |      |

## Repubblica Italiana (1946-oggi)
| Periodo          | Periodo          | Primo cittadino         | Partito                                                            | Carica      | Note  |
| ---------------- | ---------------- | ----------------------- | ------------------------------------------------------------------ | ----------- | ----- |
| 1945             | 1955             | Gio Batta Ravera        |                                                                    | Sindaco     |       |
| 1955             | 1956             | Ugo Oddone              | PCI                                                                | Sindaco     |       |
| 1956             | 1960             | Mario Alberto Pastorino | PCI                                                                | Sindaco     |       |
| 1960             | 1972             | Ennio Cocchieri         |                                                                    | Sindaco     |       |
| 1972             | 1985             | Gian Maria Repetto      | PCI                                                                | Sindaco     |       |
| 11 luglio 1985   | 21 maggio 1990   | Luigi Sobrero           | PCI                                                                | Sindaco     |       |
| 21 maggio 1990   | 24 aprile 1995   | Alfonso Folli           | PSI                                                                | Sindaco     |       |
| 24 aprile 1995   | 14 giugno 1999   | Agostino Barisione      | lista civica di sinistra                                           | Sindaco     |       |
| 14 giugno 1999   | 14 giugno 2004   | Agostino Barisione      | Solidarietà ambiente e sviluppo (lista civica di centro-sinistra)  | Sindaco     |       |
| 18 luglio 2004   | 8 giugno 2009    | Cristino Martini        | Insieme per Rossiglione (lista civica)                             | Sindaco     |       |
| 8 giugno 2009    | 26 maggio 2014   | Cristino Martini        | Insieme per Rossiglione (lista civica)                             | Sindaco     |       |
| 26 maggio 2014   | 27 maggio 2019   | Katia Piccardo          | Insieme per crescere Rossiglione (lista civica di centro-sinistra) | Sindaco     | [ 2 ] |
| 27 maggio 2019   | 10 giugno 2024   | Katia Piccardo          | Insieme per crescere Rossiglione (lista civica di centro-sinistra) | Sindaco     |       |
| 10 giugno 2024   | 14 dicembre 2024 | Katia Piccardo          | Insieme per crescere Rossiglione (lista civica di centro-sinistra) | Sindaco     | [ 3 ] |
| 14 dicembre 2024 | 26 maggio 2025   | Omar Peruzzo            | Insieme per crescere Rossiglione (lista civica di centro-sinistra) | Vicesindaco |       |
| 26 maggio 2025   | in carica        | Omar Peruzzo            | Insieme per crescere Rossiglione (lista civica di centro-sinistra) | Sindaco     |       |